# Danica
Danica  è un nome proprio di persona slavo femminile, utilizzato anche in inglese.

## Varianti
- Inglese: Danika[1]
- Bulgaro: Деница (Denica)[1]

## Origine e diffusione
Deriva da una parola slava che indica il pianeta Venere nella sua veste di "stella del mattino", nonché la sua personificazione nella mitologia slava. 
L'uso del nome, che in alfabeto cirillico è scritto Даница, è documentato in serbo, croato, sloveno, slovacco e macedone, nonché bulgaro (nella forma Деница, Denica); a partire dagli anni settanta è in uso anche nei paesi anglofoni.

## Onomastico
L'onomastico si festeggia il 1º novembre, giorno di Ognissanti, dato che il nome non è portato da alcuna santa ed è quindi adespota.

## Persone

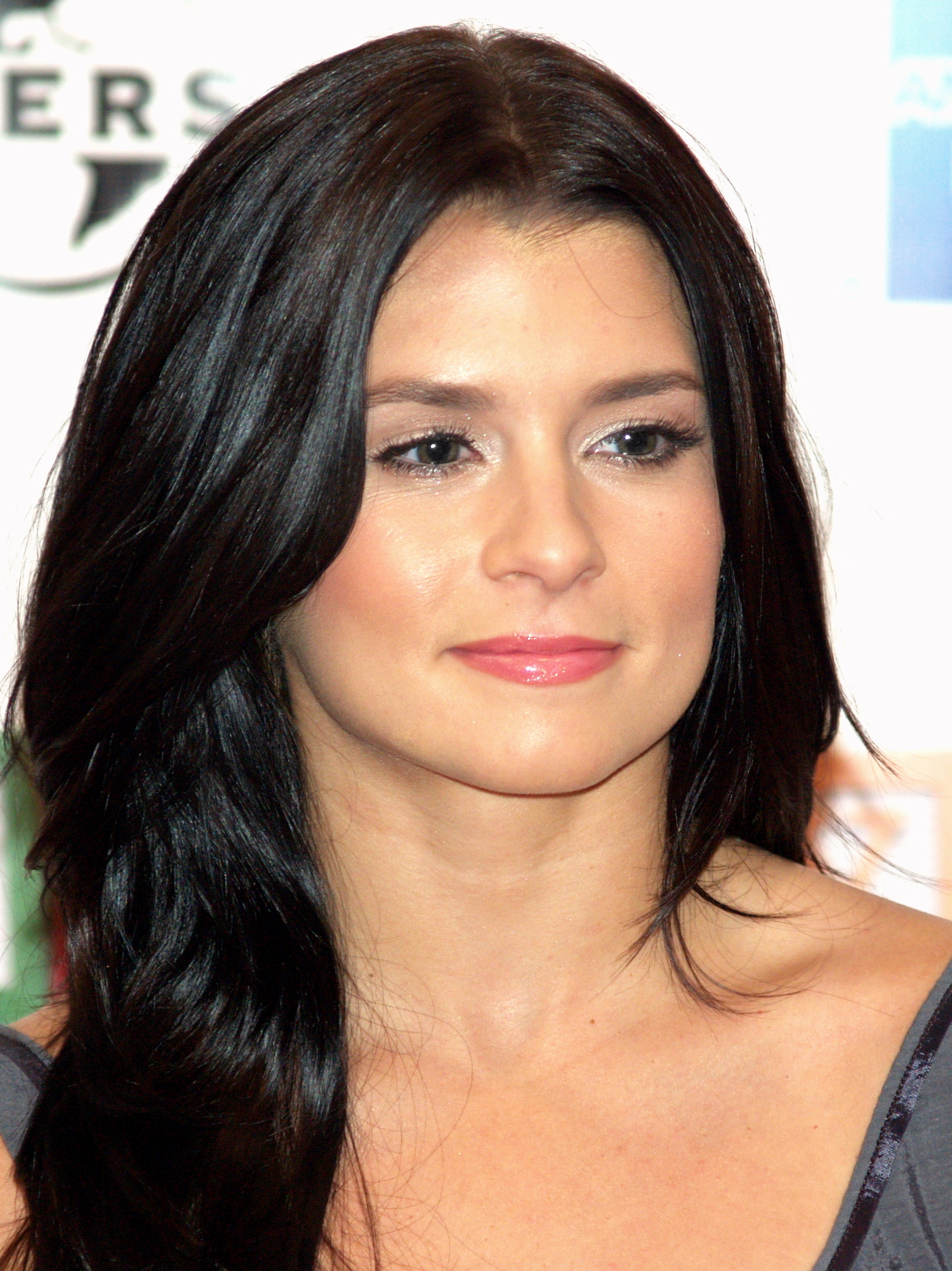
Danica Patrick

- Danica Dillan, attrice pornografica statunitense
- Danica Krstić, cantante serba
- Danica McKellar, attrice, ballerina e matematica statunitense
- Danica Patrick, pilota automobilistica statunitense
- Danica Radenković, pallavolista serba
- Danica Simšič, politica slovena

### Variante Danika
- Danika La Loggia, attrice italiana
- Danika Yarosh, attrice statunitense

## Il nome nelle arti
- Danica Blake è un personaggio della serie animata Scooby-Doo.
- Danica Erickson è un personaggio dell'episodio Dedalo della serie televisiva Star Trek: Enterprise.
- Danica Maupoissant è un personaggio delle ambientazioni di Forgotten Realms.
- Danica Scott è un personaggio del film del 2006 Saw III - L'enigma senza fine, diretto da Darren Lynn Bousman.
- Danica Talos è un personaggio del film del 2004 Blade: Trinity, diretto da David S. Goyer